# Revisor
Un revisor és un agent d'una empresa de transport públic a càrrec de verificar la validesa dels títols de transport, en alguns casos la seva venda i posar les sancions corresponents en el cas de passatgers sense bitllet.
Fins fa un temps hi havia un revisor a cada tren, actualment hi ha una tendència (en els trens de Rodalies) a tancar les estacions, amb els revisors que van en parelles i fan controls aleatoris. Tanmateix, els trens de llarg recorregut segueixen com abans.

## Altres funcions
També pot ser responsable d'algunes de les característiques de seguretat (vegeu portes que es tanquen, l'observació dels senyals de seguretat ...) i altres funcions, que s'esmenten a continuació:
- El revisor té al seu càrrec: la seguretat (aturada d'emergència, barreres de protecció, etc..) i el confort (aire condicionat, il·luminació, seients) dels viatgers a bord del seu tren, vigilar la pujada i baixada de viatgers a les estacions, també ha d'avisar els agents de seguretat (en cas d'una baralla, un assalt, un robatori, gamberrisme..)

- Antigament hi havia el càrrec de jefe de tren responsable del tren i dels seus viatgers, i també de la seva càrrega (paqueteria, maletes, etc..), que també era responsable de controlar els títols de transport de passatgers per assegurar la igualtat perfecta entre ells. Finalment, en cas de fallada del conductor, s'encarregava d'ajudar a aturar el tren, protegir-lo vis-a-vis dels senyals de trànsit.